# Jean-Pierre Jabouille
Jean-Pierre Alain Jabouille ( Pariz, Francuska, 1. listopada 1942. — 2. veljače 2023.) bio je francuski vozač automobilističkih utrka.